# Steed Malbranque
Steed Malbranque, född 6 januari 1980 i Mouscron i Belgien, är en belgisk-född fransk före detta fotbollsspelare.

## Karriär
Malbranque inledde sin proffskarriär i storklubben Olympique Lyonnais. Debuten kom den 21 februari 1998 mot Montpellier HSC. 2001 flyttade Malbranque till England och Fulham. Under sin första säsong i klubben gjorde han 10 mål. 2006 efter fem år i Fulham skrev Malbranque på för Fulhams London-konkurrent Tottenham Hotspur. Första målet för Spurs kom i en match mot Charlton Athletic den 9 december 2009 som Tottenham vann med 5-1. 